# Campionati del mondo di ciclismo su pista 2022 - Velocità femminile
La gara di velocità femminile ai Campionati del mondo di ciclismo su pista 2022 si è disputata il 13 e il 14 ottobre 2022. Vi hanno partecipato in totale 32 atlete da 23 nazioni.

## Podio
| Pos.    | Atleta        | Nazione  |
| ------- | ------------- | -------- |
| Oro     | Mathilde Gros | Francia  |
| Argento | Lea Friedrich | Germania |
| Bronzo  | Emma Hinze    | Germania |

## Risultati

### Qualificazioni[3]
Le prime quattro atlete (classificate per tempo ottenuto) si qualificano direttamente agli ottavi di finale, mentre le atlete piazzate tra la quinta e la ventottesima posizione partecipano ai sedicesimi di finale.
| Posizione | Atleta                   | Nazione       | Tempo  | Gap    | Note |
| --------- | ------------------------ | ------------- | ------ | ------ | ---- |
| 1         | Lea Friedrich            | Germania      | 10.357 |        | Q8   |
| 2         | Mathilde Gros            | Francia       | 10.401 | +0.044 | Q8   |
| 3         | Hetty van de Wouw        | Paesi Bassi   | 10.416 | +0.059 | Q8   |
| 4         | Martha Bayona            | Colombia      | 10.483 | +0.126 | Q8   |
| 5         | Pauline Grabosch         | Germania      | 10.489 | +0.132 | QS   |
| 6         | Emma Hinze               | Germania      | 10.491 | +0.134 | QS   |
| 7         | Sophie Capewell          | Gran Bretagna | 10.492 | +0.135 | QS   |
| 8         | Lauriane Genest          | Canada        | 10.559 | +0.202 | QS   |
| 9         | Ellesse Andrews          | Nuova Zelanda | 10.574 | +0.217 | QS   |
| 10        | Olena Starikova          | Ucraina       | 10.596 | +0.239 | QS   |
| 11        | Taky Marie-Divine Kouamé | Francia       | 10.599 | +0.242 | QS   |
| 12        | Kelsey Mitchell          | Canada        | 10.607 | +0.250 | QS   |
| 13        | Laurine van Riessen      | Paesi Bassi   | 10.636 | +0.279 | QS   |
| 14        | Kristina Clonan          | Australia     | 10.677 | +0.320 | QS   |
| 15        | Yuan Liying              | Cina          | 10.697 | +0.340 | QS   |
| 16        | Riyu Ohta                | Giappone      | 10.734 | +0.377 | QS   |
| 17        | Sarah Orban              | Canada        | 10.820 | +0.463 | QS   |
| 18        | Mina Sato                | Giappone      | 10.849 | +0.492 | QS   |
| 19        | Daniela Gaxiola          | Messico       | 10.854 | +0.497 | QS   |
| 20        | Fuko Umekawa             | Giappone      | 10.912 | +0.555 | QS   |
| 21        | Nikola Sibiak            | Polonia       | 10.926 | +0.569 | QS   |
| 22        | Veronika Jaborníková     | Rep. Ceca     | 10.940 | +0.583 | QS   |
| 23        | Nicky Degrendele         | Belgio        | 10.975 | +0.618 | QS   |
| 24        | Miriam Vece              | Italia        | 11.010 | +0.653 | QS   |
| 25        | Yuli Verdugo             | Messico       | 11.065 | +0.708 | QS   |
| 26        | Orla Walsh               | Irlanda       | 11.079 | +0.722 | QS   |
| 27        | Paulina Petri            | Polonia       | 11.089 | +0.732 | QS   |
| 28        | Anis Amira Rosidi        | Malaysia      | 11.149 | +0.792 | QS   |
| 29        | Helena Casas             | Spagna        | 11.153 | +0.796 |      |
| 30        | Nicole Hacohen           | Guatemala     | 11.226 | +0.869 |      |
| 31        | Yeung Cho Yiu            | Hong Kong     | 11.345 | +0.988 |      |
| 32        | Kayla Hankins            | Stati Uniti   | 11.385 | +1.028 |      |
| 33        | McKenna McKee            | Stati Uniti   | 11.564 | +1.207 |      |
| 34        | Tombrapa Grikpa          | Nigeria       | 12.969 | +2.612 |      |

### Sedicesimi di finale[4]
Le vincenti di ogni batteria accedono agli ottavi di finale. Le batterie si disputano con gara secca.
| Batteria | Posizione | Atleta                   | Nazione       | Tempo/Gap | Note |
| -------- | --------- | ------------------------ | ------------- | --------- | ---- |
| 1        | 1         | Pauline Grabosch         | Germania      | 11.043    | Q    |
| 1        | 2         | Anis Amira Rosidi        | Malaysia      | +0.366    |      |
| 2        | 1         | Emma Hinze               | Germania      | 11.158    | Q    |
| 2        | 2         | Paulina Petri            | Polonia       | +0.145    |      |
| 3        | 1         | Sophie Capewell          | Regno Unito   | 11.243    | Q    |
| 3        | 2         | Orla Walsh               | Irlanda       | +0.126    |      |
| 4        | 1         | Lauriane Genest          | Canada        | 11.007    | Q    |
| 4        | 2         | Yuli Verdugo             | Messico       | +0.191    |      |
| 5        | 1         | Ellesse Andrews          | Nuova Zelanda | 11.082    | Q    |
| 5        | 2         | Miriam Vece              | Italia        | +0.301    |      |
| 6        | 1         | Olena Starikova          | Ucraina       | 11.073    | Q    |
| 6        | 2         | Nicky Degrendele         | Belgio        | +0.245    |      |
| 7        | 1         | Taky Marie-Divine Kouamé | Francia       | 11.156    | Q    |
| 7        | 2         | Veronika Jaborníková     | Rep. Ceca     | +0.827    |      |
| 8        | 1         | Kelsey Mitchell          | Canada        | 10.951    | Q    |
| 8        | 2         | Nikola Sibiak            | Polonia       | +0.421    |      |
| 9        | 1         | Laurine van Riessen      | Paesi Bassi   | 11.286    | Q    |
| 9        | 2         | Fuko Umekawa             | Giappone      | +0.075    |      |
| 10       | 1         | Kristina Clonan          | Australia     | 11.272    | Q    |
| 10       | 2         | Daniela Gaxiola          | Messico       | +0.141    |      |
| 11       | 1         | Mina Sato                | Giappone      | 11.270    | Q    |
| 11       | 2         | Yuan Liying              | Cina          | +0.137    |      |
| 12       | 1         | Riyu Ohta                | Giappone      | 11.328    | Q    |
| 12       | 2         | Sarah Orban              | Canada        | +0.036    |      |

### Ottavi di finale[5]
Le vincenti di ogni ottavo accedono ai quarti di finale. Gli ottavi si disputano con gara secca.
| Ottavi | Posizione | Atleta                   | Nazione       | Tempo/Gap | Note |
| ------ | --------- | ------------------------ | ------------- | --------- | ---- |
| 1      | 1         | Lea Friedrich            | Germania      | 11.431    | Q    |
| 1      | 2         | Riyu Ohta                | Giappone      | +0.545    |      |
| 2      | 1         | Mathilde Gros            | Francia       | 11.022    | Q    |
| 2      | 2         | Mina Sato                | Giappone      | +0.064    |      |
| 3      | 1         | Hetty van de Wouw        | Paesi Bassi   | 11.085    | Q    |
| 3      | 2         | Kristina Clonan          | Australia     | +0.062    |      |
| 4      | 1         | Laurine van Riessen      | Paesi Bassi   | 11.190    | Q    |
| 4      | 2         | Martha Bayona            | Colombia      | +0.121    |      |
| 5      | 1         | Pauline Grabosch         | Germania      | 11.023    | Q    |
| 5      | 2         | Kelsey Mitchell          | Canada        | +0.096    |      |
| 6      | 1         | Emma Hinze               | Germania      | 11.157    | Q    |
| 6      | 2         | Taky Marie-Divine Kouamé | Francia       | +0.321    |      |
| 7      | 1         | Sophie Capewell          | Regno Unito   | 10.999    | Q    |
| 7      | 2         | Olena Starikova          | Ucraina       | +0.043    |      |
| 8      | 1         | Ellesse Andrews          | Nuova Zelanda | 11.041    | Q    |
| 8      | 2         | Lauriane Genest          | Canada        | +0.084    |      |

### Quarti di finale[6]
Le vincenti di ogni quarto accedono alle semifinali. Ogni quarto si disputa al meglio delle tre prove.
| Quarto | Posizione | Atleta              | Nazione       | Tempo/Gap Gara 1 | Tempo/Gap Gara 2 | Tempo/Gap Spareggio | Note |
| ------ | --------- | ------------------- | ------------- | ---------------- | ---------------- | ------------------- | ---- |
| 1      | 1         | Lea Friedrich       | Germania      | 11.016           | 10.949           |                     | Q    |
| 1      | 2         | Ellesse Andrews     | Nuova Zelanda | +0.197           | +0.086           |                     |      |
| 2      | 1         | Mathilde Gros       | Francia       | 11.009           | 10.954           |                     | Q    |
| 2      | 2         | Sophie Capewell     | Regno Unito   | +0.150           | +0.216           |                     |      |
| 3      | 1         | Emma Hinze          | Germania      | 11.168           | 11.066           |                     | Q    |
| 3      | 2         | Hetty van de Wouw   | Paesi Bassi   | +0.076           | +0.009           |                     |      |
| 4      | 1         | Laurine van Riessen | Paesi Bassi   | 11.190           | 11.004           |                     | Q    |
| 4      | 2         | Pauline Grabosch    | Germania      | +0.074           | +0.036           |                     |      |

### Semifinali[7]
Le vincenti di ogni semifinale accedono alla finale per l'oro, le perdenti delle semifinali disputano la finale per il bronzo. Ogni semifinale si disputa al meglio delle tre prove.
| Semifinale | Posizione | Atleta              | Nazione     | Tempo/Gap Gara 1 | Tempo/Gap Gara 2 | Tempo/Gap Spareggio | Note |
| ---------- | --------- | ------------------- | ----------- | ---------------- | ---------------- | ------------------- | ---- |
| 1          | 1         | Lea Friedrich       | Germania    | 11.080           | 10.975           |                     | QG   |
| 1          | 2         | Laurine van Riessen | Paesi Bassi | +0.000           | +0.087           |                     | QB   |
| 2          | 1         | Mathilde Gros       | Francia     | +0.026           | 10.895           | 10.956              | QG   |
| 2          | 2         | Emma Hinze          | Germania    | 10.793           | +0.072           | +0.247              | QB   |

### Finali[8]
Le finali si disputano al meglio delle tre prove.
| Posizione            | Atleta              | Nazione          | Tempo/Gap Gara 1 | Tempo/Gap Gara 2 | Tempo/Gap Spareggio | Note             |
| Finale per l'oro     | Finale per l'oro    | Finale per l'oro | Finale per l'oro | Finale per l'oro | Finale per l'oro    | Finale per l'oro |
| -------------------- | ------------------- | ---------------- | ---------------- | ---------------- | ------------------- | ---------------- |
| 1                    | Mathilde Gros       | Francia          | 11.053           | 10.918           |                     |                  |
| 2                    | Lea Friedrich       | Germania         | +0.030           | +0.059           |                     |                  |
| Finale per il bronzo |                     |                  |                  |                  |                     |                  |
| 3                    | Emma Hinze          | Germania         | 11.085           | 11.136           |                     |                  |
| 4                    | Laurine van Riessen | Paesi Bassi      | +0.030           | +0.058           |                     |                  |